# Марк Писик
Марк Писик (англ. Mark Pysyk, нар. 11 січня 1992, Шервуд Парк) — канадський хокеїст українського походження, захисник клубу НХЛ «Флорида Пантерс».

## Ігрова кар'єра
Хокейну кар'єру розпочав 2007 року в ЗХЛ у складі команди «Едмонтон Ойл-Кінгс», якою був обраний на Драфті ЗХЛ 2007 року.
2010 року був обраний на драфті НХЛ під 23-м загальним номером командою «Баффало Сейбрс». Незважаючи на проведення зборів у тренувальному таборі «Баффало Сейбрс» у 2010, Марк повернувся до складу клубу «Едмонтон Ойл-Кінгс», в якому його до того ж обрали обрали капітаном. 
13 травня 2012, Марк, у складі «Едмонтон Ойл-Кінгс» виграли фінальну серію ЗХЛ у «Портленд Вінтергокс» та здобули Кубок Еда Чайновета, як переможець Західної хокейної ліги. У Меморіальному кубку «нафтові королі» посіли останнє четверте місце.
У сезоні 2012/13 дебютує на професійному рівні в складі «Рочестер Американс», а 17 березня 2013 дебютує і в складі «Баффало Сейбрс» у матчі проти «Вашингтон Кепіталс».
25 червня 2016, Марка обміняли на Дмитра Куликова з «Флорида Пантерс».

## Збірна
У складі юніорської збірної Канади переможець Меморіалу Івана Глінки 2009.  
У складі молодіжної збірної Канади бронзовий призер чемпіонату світу 2012.

## Статистика

### Клубні виступи
| Сезон        | Клуб                 | Ліга         | Регулярний сезон | Регулярний сезон | Регулярний сезон | Регулярний сезон | Регулярний сезон | Плей-оф | Плей-оф | Плей-оф | Плей-оф | Плей-оф |
| Сезон        | Клуб                 | Ліга         | І                | Г                | П                | О                | ШХ               | І       | Г       | П       | О       | ШХ      |
| ------------ | -------------------- | ------------ | ---------------- | ---------------- | ---------------- | ---------------- | ---------------- | ------- | ------- | ------- | ------- | ------- |
| 2007–08      | «Едмонтон Ойл-Кінгс» | ЗХЛ          | 14               | 1                | 2                | 3                | 8                | —       | —       | —       | —       | —       |
| 2008–09      | «Едмонтон Ойл-Кінгс» | ЗХЛ          | 61               | 5                | 15               | 20               | 27               | 4       | 0       | 0       | 0       | 2       |
| 2009–10      | «Едмонтон Ойл-Кінгс» | ЗХЛ          | 48               | 7                | 17               | 24               | 47               | —       | —       | —       | —       | —       |
| 2010–11      | «Едмонтон Ойл-Кінгс» | ЗХЛ          | 63               | 6                | 34               | 40               | 88               | 4       | 0       | 0       | 0       | 6       |
| 2011–12      | «Едмонтон Ойл-Кінгс» | ЗХЛ          | 57               | 6                | 32               | 38               | 83               | 20      | 3       | 8       | 11      | 16      |
| 2012–13      | «Рочестер Американс» | АХЛ          | 57               | 4                | 14               | 18               | 20               | 3       | 0       | 0       | 0       | 2       |
| 2012–13      | «Баффало Сейбрс»     | НХЛ          | 19               | 1                | 4                | 5                | 0                | —       | —       | —       | —       | —       |
| 2013–14      | «Баффало Сейбрс»     | НХЛ          | 44               | 1                | 6                | 7                | 16               | —       | —       | —       | —       | —       |
| 2013–14      | «Рочестер Американс» | АХЛ          | 31               | 1                | 11               | 12               | 28               | 5       | 0       | 0       | 0       | 14      |
| 2014–15      | «Рочестер Американс» | АХЛ          | 54               | 3                | 14               | 17               | 32               | —       | —       | —       | —       | —       |
| 2014–15      | «Баффало Сейбрс»     | НХЛ          | 7                | 2                | 1                | 3                | 2                | —       | —       | —       | —       | —       |
| 2015–16      | «Баффало Сейбрс»     | НХЛ          | 55               | 1                | 10               | 11               | 32               | —       | —       | —       | —       | —       |
| 2015–16      | «Рочестер Американс» | АХЛ          | 3                | 0                | 1                | 1                | 2                | —       | —       | —       | —       | —       |
| 2016–17      | «Флорида Пантерс»    | НХЛ          | 82               | 4                | 13               | 17               | 10               | —       | —       | —       | —       | —       |
| Усього в НХЛ | Усього в НХЛ         | Усього в НХЛ | 207              | 9                | 34               | 43               | 60               | —       | —       | —       | —       | —       |

### Збірна
| Рік              | Команда          | Турнір                      | Місце            | І  | Г | П | О | ШХ |
| ---------------- | ---------------- | --------------------------- | ---------------- | -- | - | - | - | -- |
| 2009             | Канада Пасифік   | Кубок Виклику (до 17 років) | 2                | 6  | 1 | 3 | 4 | 6  |
| 2012             | Канада           | МЧС                         | 3                | 6  | 0 | 0 | 0 | 2  |
| Молодіжна збірна | Молодіжна збірна | Молодіжна збірна            | Молодіжна збірна | 12 | 1 | 3 | 4 | 8  |